# Niepce (cràter)

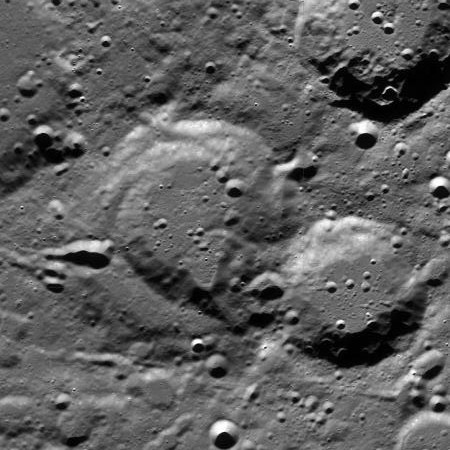
Fotografia de la missió Lunar Reconnaissance Orbiter

Niepce és un cràter d'impacte pertanyent a la cara oculta de la Lluna. Es troba en les altes latituds septentrionals, just darrere del terminador nord-nord-oest. A menys d'un diàmetre del cràter al nord es troba Merrill, i just a l'oest es localitza Mezentsev. Més al sud-sud-est apareix Nöther.

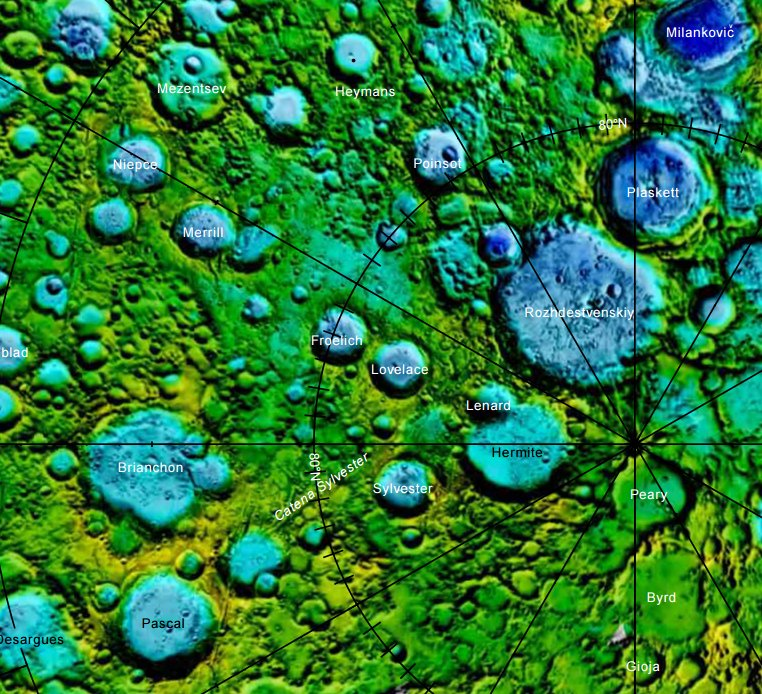
Localització de Niepce (a l'esquerra del centre del quadrant superior esquerre de la imatge)

Es tracta d'una formació de cràter desgastada, amb un perfil suavitzat i arrodonit per dipòsits posteriors de materials ejectats. Al costat de la vora oriental es troba el cràter satèl·lit Niepce F, coincidint amb el fet que la paret interior de Niepce és més ampla en aquest sector. El sòl interior restant és relativament pla, i està desplaçat cap al costat oest. Presenta diversos petits impactes en el sòl, sent el més gran un petit crateret situat sobre el bord nord-nord-est. Just en el costat sud-oest del brocal es localitza un petit cràter en forma de llàgrima que probablement va ser creat per un impacte de baix angle d'incidència.
El cràter porta aquest nom en memòria de Joseph Nicéphore Niépce, generalment reconegut per haver pres la primera fotografia permanent en 1825.

## Cràters satèl·lit
Per convenció aquests elements són identificats en els mapes lunars posant la lletra en el costat del punt central del cràter que està més proper a Niepce.
|        | \| Niepce \| Coordenades \| Diàmetre \| \| ------ \| -------------------------------------- \| -------- \| \| F \| 72° 30′ N, 113° 30′ O / 72.5°N,113.5°O \| 44 km \| |          |
| Niepce | Coordenades | Diàmetre |
| F      | 72° 30′ N, 113° 30′ O / 72.5°N,113.5°O | 44 km    |